# Copa de Oro Sudamericana
Copa de Oro Sudamericana (Złoty Puchar Ameryki Południowej) – piłkarskie rozgrywki klubowe w Ameryce Południowej, rozegrane trzykrotnie – w latach 1993, 1995 i 1996 – pomiędzy dotychczasowymi triumfatorami Copa Libertadores, Supercopa Sudamericana, Copa CONMEBOL i Copa Master de Supercopa. Patronem rozgrywek był Nicolas Leoz – prezydent Confederacion Sudamericana de Futbol.

## Zdobywcy Copa de Oro Sudamericana
- 1993 – Boca Juniors
- 1995 – Cruzeiro EC
- 1996 – CR Flamengo